# 廖郁賢
廖郁賢（1991年9月28日—），臺灣政治人物，曾任雲林縣議會第19屆議員，現於雲林縣繼續從事公共事務，同時經營獨立書店。

## 早期生活
廖郁賢出身農家，家境清貧。太陽花學運時，她萌起參政念頭，於是放棄澳門高薪工作，返鄉從政。

## 議員職涯
2018年，獲時代力量提名參加2018年雲林縣議員選舉，為第一選區（斗六市、林內鄉、莿桐鄉）候選人。登記參選時，登記資產為0，還負債新台幣10萬元。11月開票時順利當選，是時代力量在雲林縣首名議員。2022年連任失敗。

### 議政風格
《聯合報》形容廖郁賢問政風格潑辣犀利。《放言》認為她問政認真，敢於直言。在議會中，廖郁賢曾經要求備詢的官員罰站，曾說「我要叫他站著…以後我的質詢時間，任何人都不能要求我，我叫處長站起來，他就要給我站起來」還曾與縣議員陳俊龍、李明哲等人在議場內爆發言語衝突。
行政院政務委員張景森評論，雲林縣議會「生態混亂，地痞流氓一堆」，廖郁賢質詢表現令他感到勇氣可嘉，十分佩服。

### 關注政策
廖郁賢任內關注青年政策、交通問題、台塑六輕環境議題、勞動權益等。她也注重性別平等，支持推動涉及同性情感關係的性別教育，領導雲林縣第一屆的「彩虹遊行」聲援同性戀者。
對於議會自律事務，她主張議事公開透明，提案議事全程直播。一度因經常在自己質詢時直播、錄影，被反對議事公開的議員林深、林岳璋等人提議召開紀律委員會調查、懲處她。

### 其他作為
當選後，為保持中立，未加入任何黨團、政團運作，還在議長選舉中投了自己一票。
廖郁賢卸任第19屆縣議員後，在斗六市郊經營「圓仔花獨立書店」，招募青年階層服務地方，並且持續透過Podcast、網路媒體評論地方派系雲林張派壟斷政治勢力、農業資源等問題，以及偏鄉性平問題。

## 政黨職務
廖郁賢曾經是時代力量的黨員，後來在2023年加入民主進步黨。

### 時代力量
2018年受時代力量提名參加議員選舉時，她是雲林黨部副執行長。2020年間時代力量分裂危機，她支持親近林昶佐、主張應與民主進步黨密切合作的「昶派」。同年當上時代力量決策委員，但因爆發高雄市議會議員黃捷等人引介人頭黨員問題，雲林黨部是涉事黨部之一，兼任黨部主任委員的廖郁賢被黨中央認為未善盡把關之責，處分停權1年6個月，喪失決策委員身分。
2021年臺灣新冠肺炎疫情嚴峻之際，廖郁賢與數名雲林縣議員接受雲林縣議會安排，在三級警戒之初、5月27日施打阿斯特捷利康疫苗，被批評是「特權施打」。因為時代力量當時反對、抨擊「特權疫苗」議題，黨中央決議調查後將廖郁賢送紀律委員會懲處。
2022年8月29日，表示因黨中央不注重基層聲音，宣布退出時代力量。

### 民主進步黨
廖郁賢在退出時代力量後，加入民主進步黨。並在2024年中華民國總統選舉中，主持同黨候選人賴清德的後援組織信賴台灣之友會斗六分會。

## 個人生活
2018年以前，曾與邱姓男子交往7年，分手後廖郁賢參選並當選第十九屆雲林縣議員，後遭男方指控恐怖情人，廖郁賢指其此舉是為了蹭熱度。
2020年初，認識大她22歲、任教國立雲林科技大學的教師簡端良，兩人交往2周後結婚。兩人於2023年已辦理離婚。

## 爭議事件

### 人頭黨員案
2020年7月，時代力量中央黨部傳出，對宜蘭、雲林兩縣黨部傳有人頭黨員暴增情形調查後作處置，雲林縣主委廖郁賢與宜蘭縣主委郭稟翰兩人即日起停止主委職務，並送紀律委員會議處。
2020年11月，時代力量紀律委員會經調查後，決議懲處停權1年半，同時也失去時代力量決策委員身分，成為時力任期最短的決策委員，並對廖提出告訴。
2022年1月27日，廖郁賢收到檢察官的不起訴處分書，其夫呼籲黨中央「派系」出來為鬥爭黨內議員道歉。

### 特權施打疫苗案
2021年6月，民進黨人士控訴，時代力量雲林縣議員廖郁賢已經濫用特權施打疫苗。廖郁賢證實在5月14日去登記施打疫苗，並在5月27日完成施打。時力黨主席陳椒華表示，民代不在優先施打範圍，權貴的命不是優先，絕對會承認錯誤；時力決策委員林凱表示，評估後將送交紀律委員會。經時代力量紀律委員會決議懲處停權半年。

## 外部連結
- （繁體中文） 廖郁賢-雲林縣議員的Facebook專頁
- （繁體中文） 廖郁賢的Instagram帳戶
- （繁體中文） YouTube上的雲林縣議員 廖郁賢頻道